# Tiffany Gouché
Tiffany Venise Gouché (Inglewood, California, 20 de septiembre de 1988), también conocida como "TGooch", es una cantante, compositora y productora estadounidense de Inglewood, California.

## Primeros años
Tiffany Gouché nació el 20 de septiembre de 1988 en Inglewood, California. Gouché proviene de una familia que ella ha descrito como musical y cristiana. Es prima de los músicos de Inglewood, SiR, y del ganador inaugural de Rhythm + Flow de Netflix, D Smoke. Al crecer, la familia solía actuar junta cantando gospel y jazz. En 2007, Gouché y sus primos formaron un colectivo musical llamado Woodworks.

## Carrera musical
Gouché llamó la atención con su EP Pillow Talk de 2015. Ha trabajado o compartido escenario con Masego, Ty Dolla $ign, Solange, Anderson .Paak, Jill Scott, Lauryn Hill, Missy Elliot, Iggy Azalea, Usher, JMSN, Pussycat Dolls y Terrace Martin.
Gouché produjo la totalidad del álbum de Lalah Hathaway, Honestly publicado en 2017.
Gouché también colaboró con Terrace Martin en su álbum Velvet Portraits, nominados al Grammy.
Aparece en los temas de Little Simz, Closer, Just a Dose y Heart Said.
Si bien LionHeart incluía canciones cantadas desde una perspectiva heterosexual (posiblemente porque el mixtape estaba compuesto por demos pulidos de canciones escritas para otros artistas), los lanzamientos posteriores de Gouché han abrazado plenamente su identidad lesbiana.

## Vida personal
La madre de Gouché falleció cuando ella tenía 14 años; Gouché se identifica como queer y tiene una relación con la cantante King Sis.

## Discografía
- 2012: LionHeart
- 2014: Fantasy
- 2015: Pillow Talk
- 2023: The Found Album